# Anna and the Barbies
Az Anna and the Barbies (Anna & the Barbies) 2004 őszén Budapesten alapított magyar zenekar. Alapítói az MC Jammin (Balkan Fanatik) néven is ismert Pásztor Anna énekesnő, színésznő, koreográfus, táncművész és dalszövegíró,  valamint testvére, Pásztor Sámuel, gitáros és dalszerző.

## Történet
A megfelelő zenésztársak megtalálását (megalakulása óta több tagcserén is átesett), és a rövid, 2-3 hónapos próbaidőszakot követően kezdtek koncertezni. Mindjárt a harmadik fellépés egy nagyszabású, egész estés R’n’B – Hip-Hop koncert volt a Moulin Rouge-ban rengeteg sztárvendég kíséretében, amely során felfigyelt a rájuk egy angol menedzser, akinek segítségével 2005 tavaszán megjelent az első, Passionfruit című, angol nyelvű lemez, az amerikai CD Baby online zeneterjesztő hálózatnál.
Az elkészült anyagra felfigyelt többek között a hazai CLS Music kiadó, akivel hamarosan megkezdődtek a tárgyalások az együttes szerződtetéséről, és egy magyar nyelvű lemez elkészítéséről. Utóbbi 2007-re realizálódott, a kiadóval kötött szerződés formájában. Ez év szeptemberére készült el az első magyarországi lemez, Medallion címmel, melynek Tangó című dalára még a nyár folyamán klip is készült, amelyet a 2007 őszén frissen induló hazai MTV műsorára is vett, és közel három hónapig napi rendszerességgel játszotta.
A Medallion 2008 tavaszán jelent meg hivatalosan és ekkora készült el a második videóklip is. Ez az Álmatlan című számhoz. A klip eljutott egészen az MTV top 50 első helyezéséig, valamint több százezres nézettséget produkált a YouTube videó megosztó portálon. Még ez év nyarán telt házas előadáson Lenny Kravitz előzenekaraként léptek fel a Papp László Budapest Sportarénában. Júniusban Mészáros Katalin stábjával további két klip készült el: a Nyuszika és az After Hours. Utóbbi Szuper8-as filmre, és Jamie Winchester vendégszerepel benne. A Nyuszika videóklipként 2008 őszén került az MTV és a Viva televízió műsorára.
2008 szeptemberében Suda Balázs Róbert drámaíró-rendező felkérésére, Strindberg Julie Kisasszony című drámájának, MonoPorNO avagy Julie elnevezésű zenés átiratában, a darab szerves részeként, Anna and the Barbies számokat játszottak, többnyire a Medallion albumról, továbbá Pásztor Anna játszhatta el a drámai fő- és címszerepet az előadásokon. A darab premierjére december 20-án az Rs9 Színházban került sor. 2009-ben is havi két előadásban láthatta a publikum, továbbra is az RS9 Színházban, egészen május végéig.

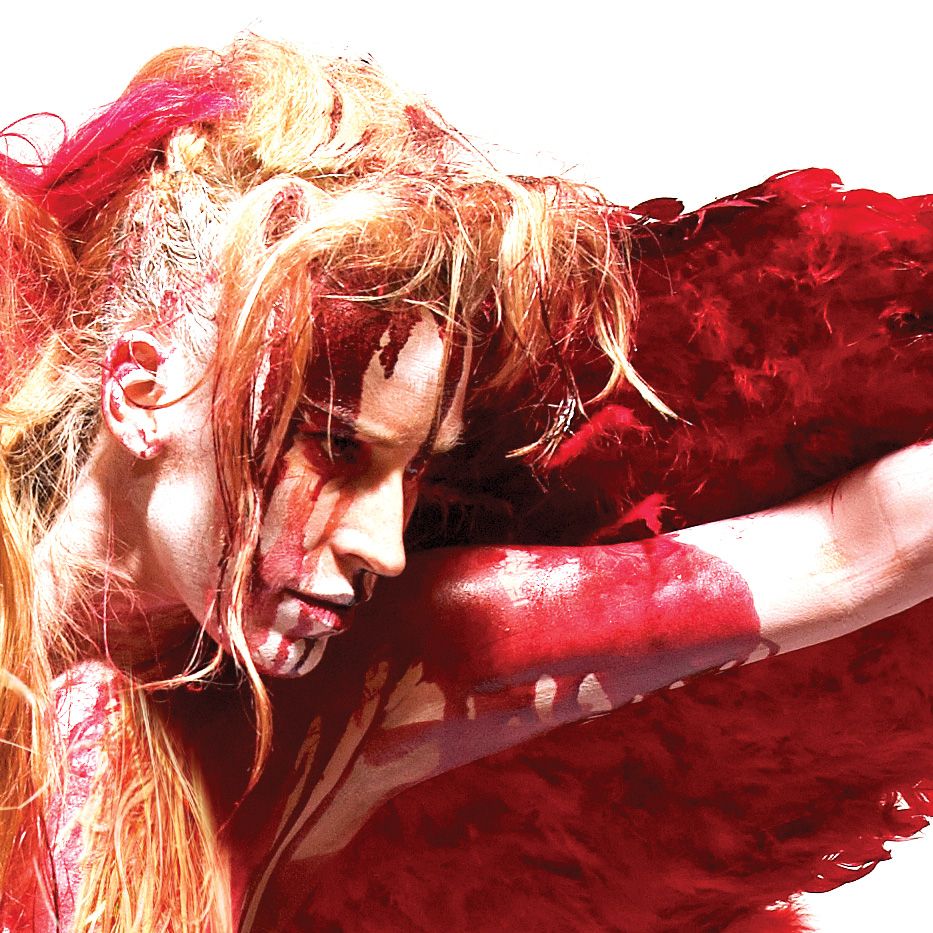
Az ÁNEM! lemez borítójának egy részlete

2010 júniusában szerepeltek az MR2 Petőfi rádió „Akusztik” című műsorában. A 2010. június 1-én debütált, az eddigi összes MR2 Akusztik hanganyagát tartalmazó, MR2 Akusztik-lejátszóba is bekerültek. Július 14-én másodjára is felléptek a Papp László Sportaréna színpadán. Ezúttal az A-ha zenekarral megosztva azt. Szeptember 24-én jelent meg Gyáva forradalmár című lemezük melynek lemezbemutató koncertje telt ház előtt zajlott az A38 Hajón! A koncerten a GY.Á.R. animációs csoport alkotását, a Don’t fit in számukra készült 3D-s videóklip premierjét 3D-s szemüvegekben nézhette meg a közönség. 2011-ben a Class FM, a Neo FM és az Petőfi Rádió rádióadók rotációban sugározták az együttes Gombóc című dalát, amely a Gyáva forradalmár lemezen hetedikként hallható. Márciusban az MR2 Petőfi Rádióban a dal a slágerlista 5. helyére került. Ebben az évben léptek fel először a Sziget Fesztiválon. A 2012-es évben az együttes meghívást kapott az X-Faktorba, fellépett Megasztárban, valamint többször a LottóShowban és a Sztársávban is.
2012 novemberében jelent meg a zenekar negyedik nagylemeze ÁNEM! címmel, a Barba Negra klubban tartott lemezbemutató pedig telt házas rendezvény lett. Még ebben az évben az egyik legtöbbet koncertező magyar zenekarrá avanzsált, önálló koncerteket adott az ország nagyvárosaiban, és jelen voltak minden nagyobb fesztiválon. 2013 januárjára az Ánem! lemez két száma is az MR2 Petőfi slágerlista élvonalába került. A 4kézláb a harmadik, míg a Márti dala feat. Kiss Tibor (Quimby) az első helyen állt több héten keresztül.
A Hollandiában megtartott groningeni fesztiválon, a Nagyszínházban adtak 45 perces koncertet 2014. január 17-én. Az eseményen a Magyar Rádió küldöttjeiként vettek részt.

### Tagok

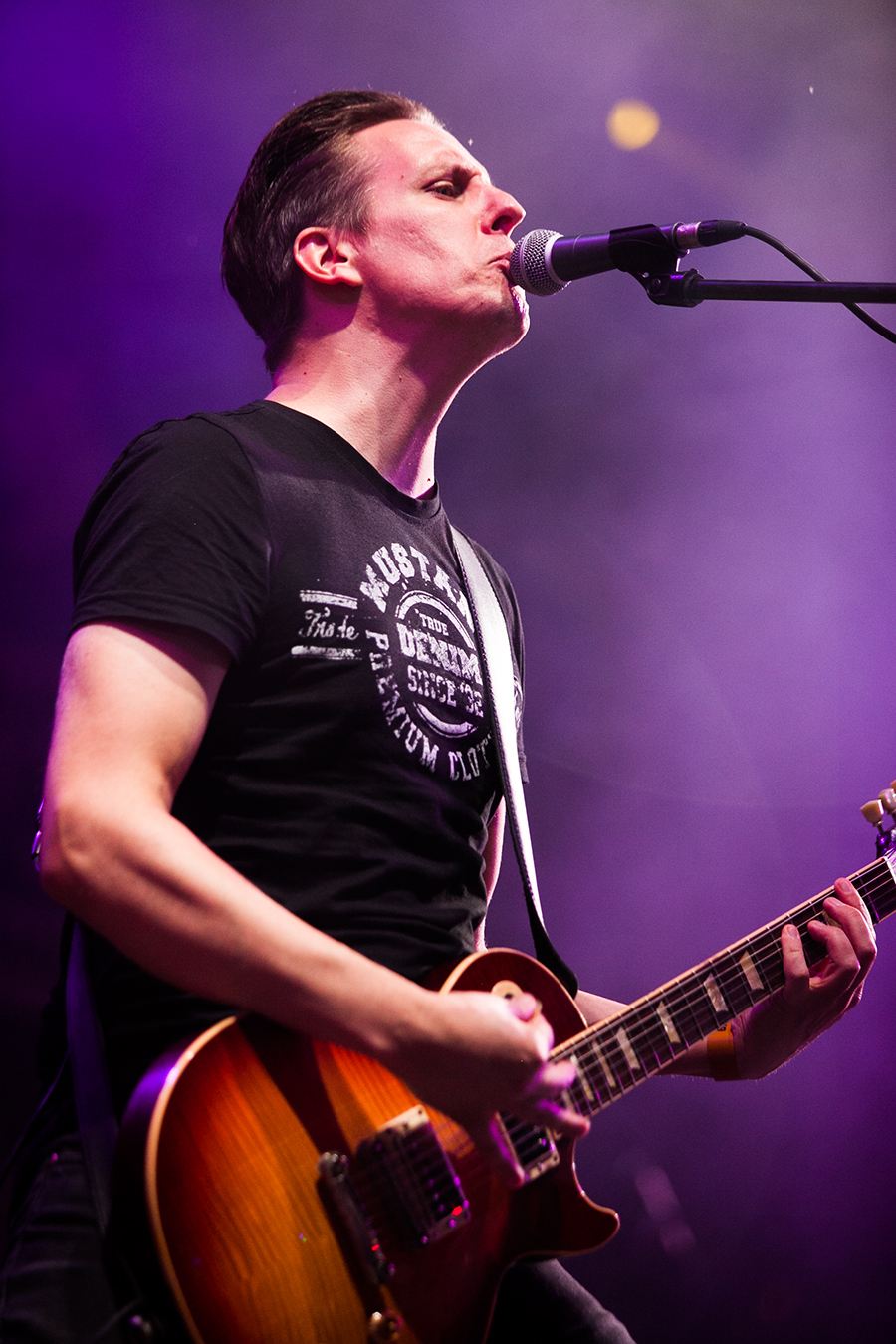
Pásztor Sámuel
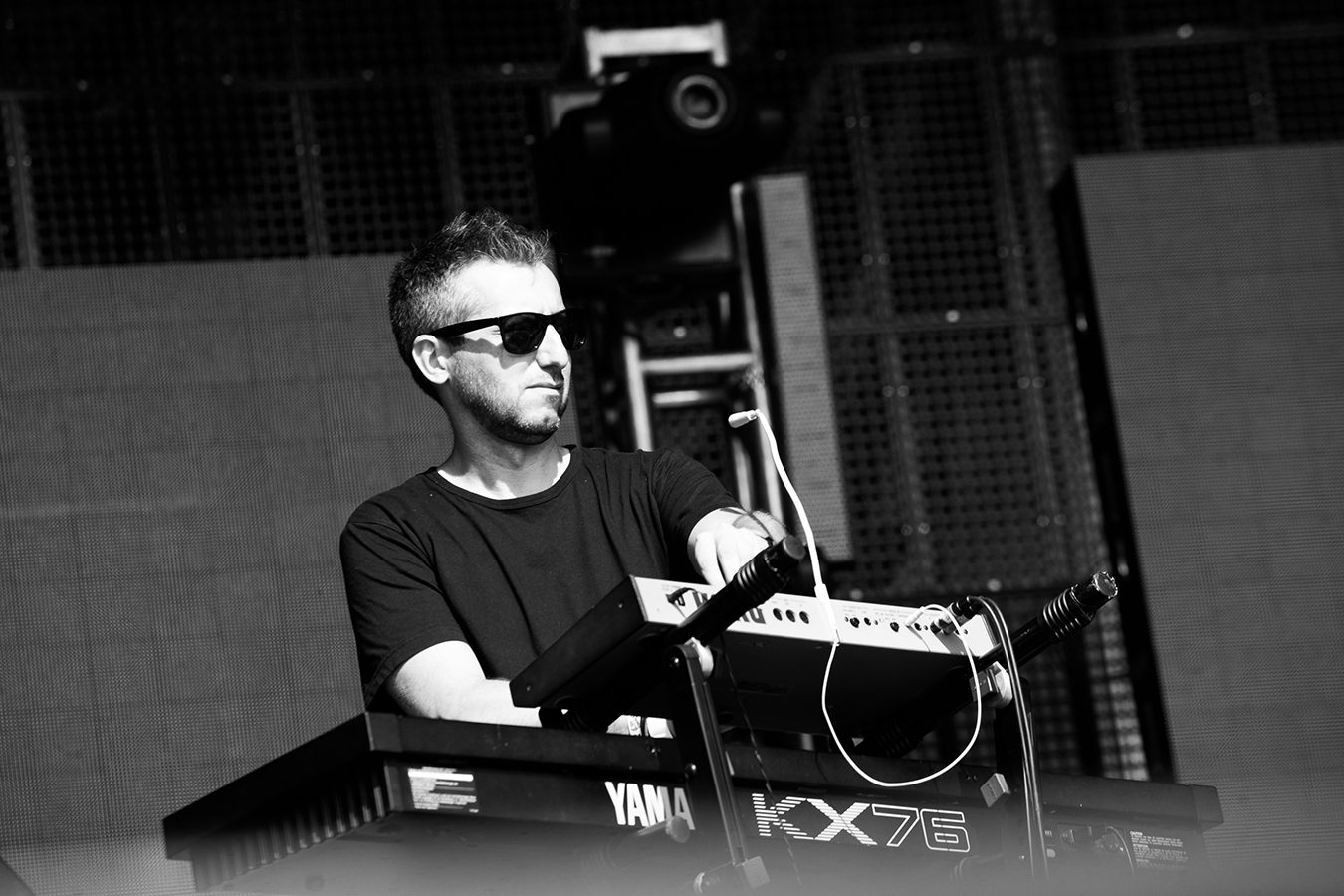
Vághy Tamás
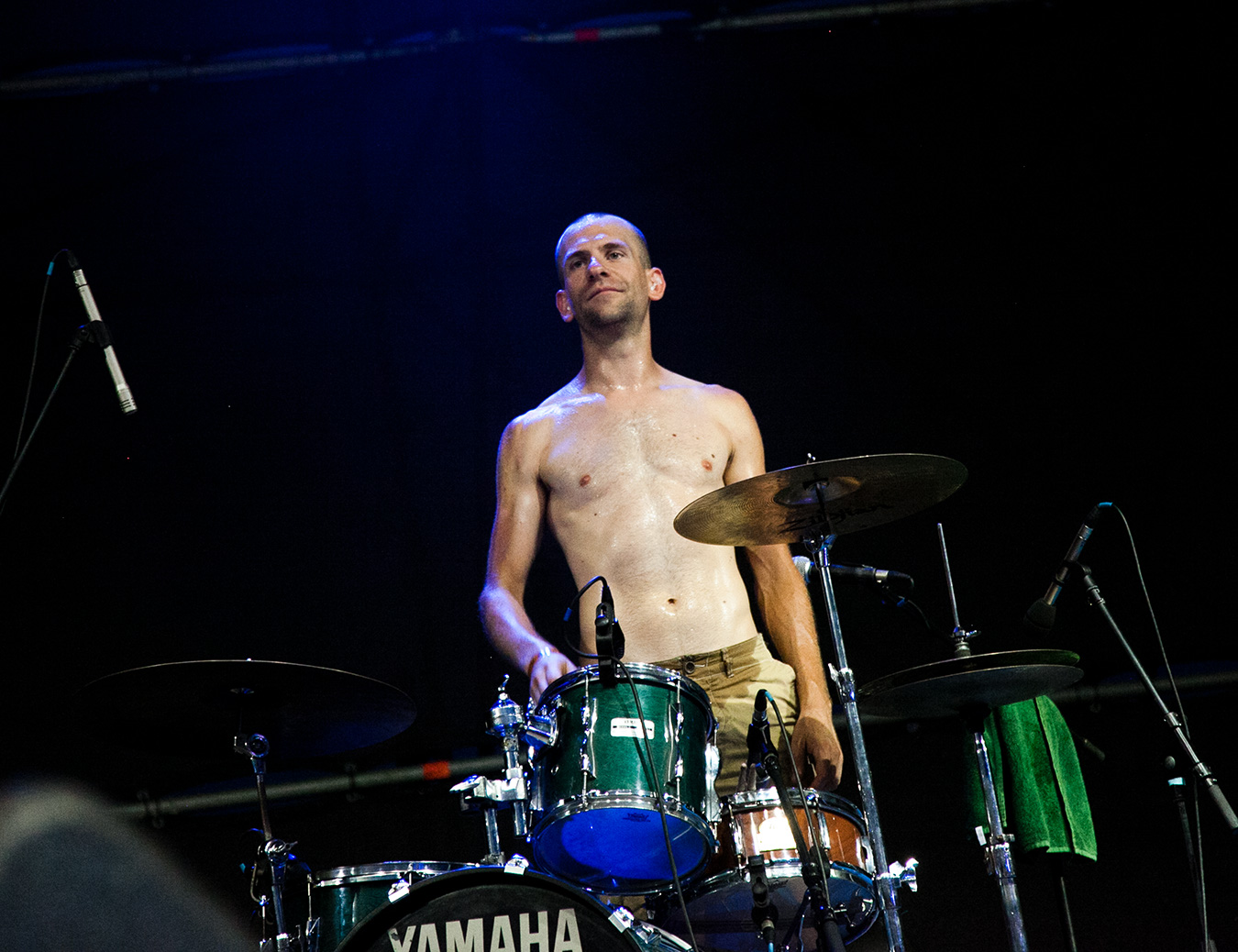
Bubnó Márk
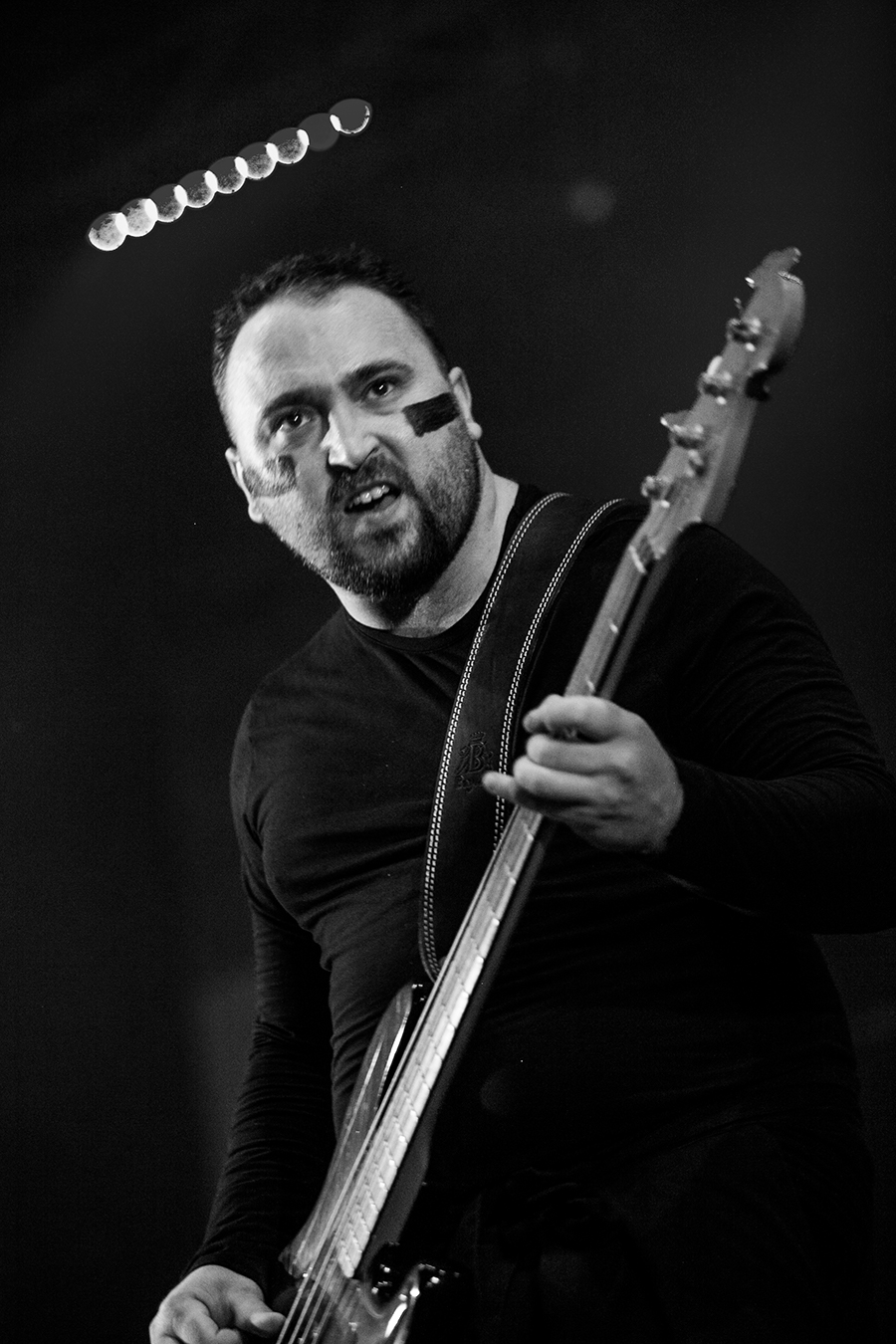
Hernádi Dávid
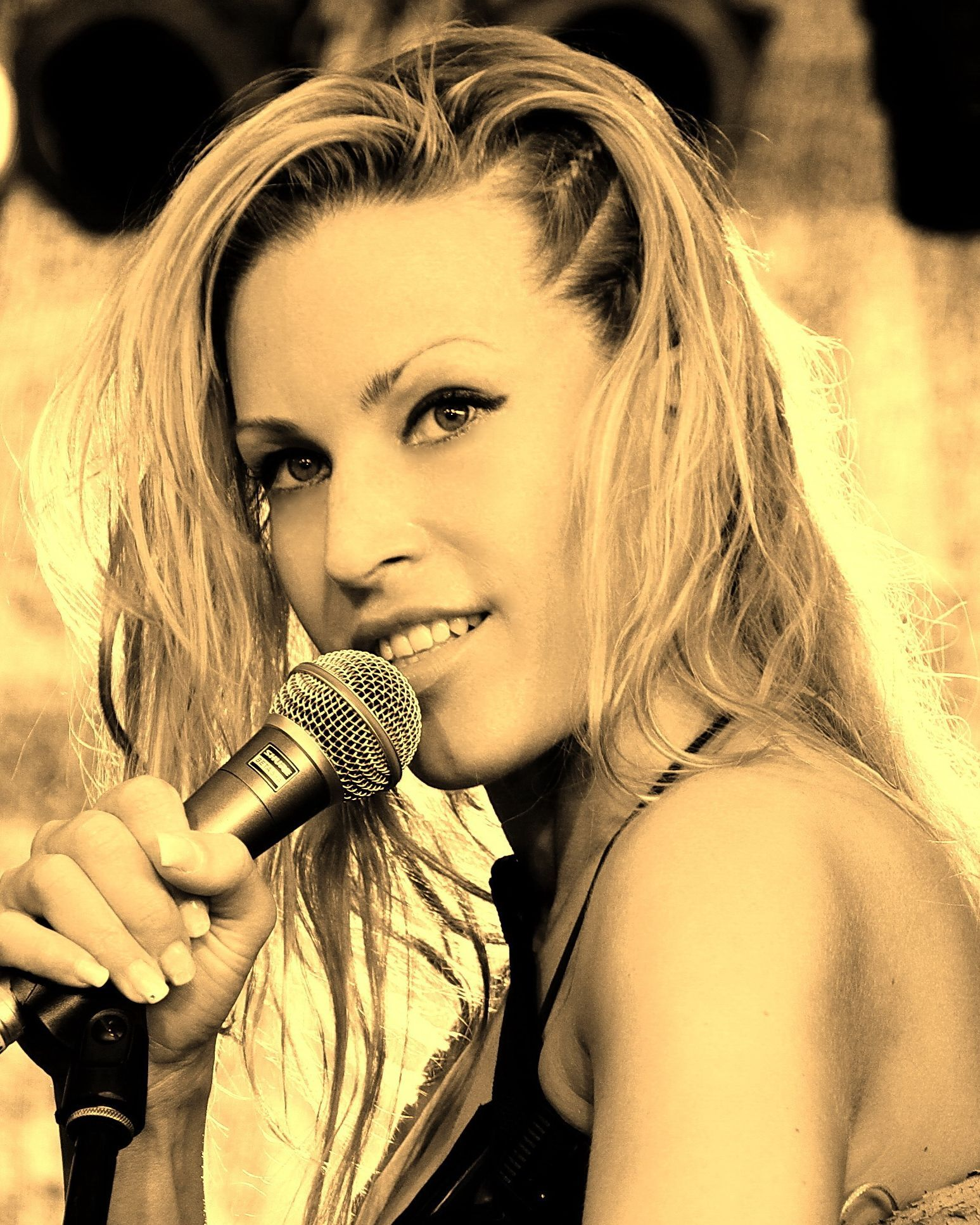
Pásztor Anna

## Diszkográfia

### Nagylemezek
| Cím                | Adatok                                             | Forrás |
| Passionfruit       | Megjelenés: 2005. január Kiadó: Magánkiadás        | [ 23 ] |
| Medallion          | Megjelenés: 2008. február Kiadó: CLS               | [ 24 ] |
| Gyáva forradalmár  | Megjelenés: 2010. szeptember Kiadó: CLS            | [ 25 ] |
| ÁNEM!              | Megjelenés: 2012. december Kiadó: CLS              | [ 26 ] |
| Szabadesés         | Megjelenés: 2014. október Kiadó: Drum & Monkey     | [ 27 ] |
| UTÓPIA             | Megjelenés: 2017. augusztus Kiadó: Supermanagement | [ 28 ] |
| Indián             | Megjelenés: 2019. december Kiadó: Supermanagement  |        |
| Adj Király Katonát | Megjelenés: 2022. november Kiadó: Supermanagement  |        |

## Díjak, elismerések
2009-ben az Anna and the Barbies több elismert zenei elismerést is kapott: a Fonogram díjkiosztó gálán Az év Felfedezettje, az Arany Nyíl rockzenei díjkiosztó gálán Az Év felfedezettje, valamint A Év Énekesnője 2008-ban, ezek közül utóbbit Pásztor Anna vehette át 2009. március 27-én a Wigwam rock-klubban, ahol egy rock-cirkusz keretében, ismert előadókkal (Farkas Zsófi, Tóth Vera, Tóth Gabriella, Ferenczy György, Jamie Winchester, Papp Szabolcs) egy másfél órás koncerttel ünnepelték meg a jelöléseket, valamint a díjat. 2010 szeptemberében a WAN2 rockzenei magazin a 99. számuk címlapképnek választotta a Gyáva forradalmár albumborító képét, 2011 februárjában a pedig a Fonogram részéről kapott újabb elismerést a Gyáva forradalmár, amelyet Az év hazai modern pop-rock albumának jelöltek. 2013-ban ugyanezt a címet az Ánem! albumuk nyerte.

## Kritikák
- „Az Anna & The Barbies éneke-zenéje mindig képes az olykor lankadtabb jelenetek fölé tombolni magát” – Tarján Tamás[31]